# Sowkad
Sowkad (persiska: سوکد) är en ort i Iran.   Den ligger i provinsen Nordkhorasan, i den nordöstra delen av landet, 600 km öster om huvudstaden Teheran. Sowkad ligger 1 224 meter över havet och antalet invånare är 334.
Terrängen runt Sowkad är varierad.Runt Sowkad är det ganska glesbefolkat, med 40 invånare per kvadratkilometer. Närmaste större samhälle är Shīrvān, 14,4 km väster om Sowkad. Trakten runt Sowkad består i huvudsak av gräsmarker.